# Chiyonofuji Mitsugu
Chiyonofuji Mitsugu (千代の富士貢?) (Hokkaidō, 1 de junio de 1955; Tokyo, 31 de julio de 2016)  Akimoto Mitsugu (秋元 貢?) de nacimiento, fue un antiguo luchador campeón de sumo y el 58° yokozuna en este deporte.
Fue apodado El Lobo.

## Biografía
Chiyonofuji fue uno de los más grandes yokozuna de tiempos recientes, ganando 31 campeonatos en torneos, tercero; solo después de Hakuhō y Taihō Kōki. Fue particularmente longevo en cuanto a su actividad en el máximo circuito de este deporte, donde participó entre 1981 y 1991. Chiyonofuji obtuvo 1045 victorias durante su carrera profesional. Su récord de 807 victorias en la división makuuchi permaneció por 19 años, hasta que Kaiō lo superó en enero de 2010.
Chiyonofuji "el lobo" está considerado el luchador más grande.
En el Nagoya Basho de 2011 su récord de 1045 victorias fue superado por Kaiō.
Se retiró como luchador en 1991.
Falleció debido a un cáncer de páncreas.

## Historial
| Año (Honbasho) | Hatsu Basho (enero) (ciudad de Tokio) | Haru Basho (marzo) (ciudad de Osaka) | Natsu Basho (mayo) (ciudad de Tokio) | Nagoya Basho (julio) (ciudad de Nagoya) | Aki Basho (septiembre) (ciudad de Tokio) | Kyushu Basho (noviembre) (ciudad de Fukuoka) | Victorias / Derrotas / Ausencias |
| 1970           | ─                                     | ─                                    | ─                                    | ─                                       | Maezumo Hatsu Dohyō 0 - 0                | Jonokuchi 10 Este 5 - 2                      | 5 - 2                            |
| 1971           | Jonidan 57 Este 4 - 3                 | Jonidan 38 Oeste 4 - 3               | Jonidan 19 Oeste 4 - 3               | Jonidan 5 Oeste 3 - 4                   | Jonidan 25 MOeste 5 - 2                  | Sandanme 61 Este 0 - 0 - 7                   | 20 - 15 - 7                      |
| 1972           | Jonidan 19 Oeste 5 - 2                | Sandanme 60 Oeste 5 - 2              | Sandanme 31 Este 4 - 3               | Sandanme 20 Oeste 5 - 2                 | Makushita 59 Este 3 - 4                  | Sandanme 8 Este 4 - 3                        | 26 - 16                          |
| 1973           | Makushita 59 Este 4 - 3               | Makushita 51 Este 4 - 3              | Makushita 45 Este 2 - 2 - 3          | Sandanme 2 Oeste 6 - 1                  | Makushita 31 Este 5 - 2                  | Makushita 18 Oeste 3 - 4                     | 24 - 15 - 3                      |
| 1974           | Makushita 25 Oeste 5 - 2              | Makushita 15 Este 4 - 3              | Makushita 11 Este 3 - 4              | Makushita 20 Este 5 - 2                 | Makushita 11 Este 7 - 0                  | Jūryō 12 Este 9 - 6                          | 31 - 17                          |
| 1975           | Jūryō 4 Oeste 6 - 9                   | Jūryō 8 Oeste 8 - 7                  | Jūryō 6 Oeste 9 - 6                  | Jūryō 2 Este 9 - 6                      | Maegashira 12 Este 5 - 10                | Jūryō 4 Este 4 - 8 - 3                       | 41 - 46 - 3                      |
| 1976           | Jūryō 13 Oeste 4 - 11                 | Makushita 7 Este 5 - 2               | Makushita 1 Oeste 4 - 3              | Jūryō 13 Oeste 9 - 6                    | Jūryō 10 Este 8 - 7                      | Jūryō 6 Este 5 - 10                          | 35 - 39                          |
| 1977           | Jūryō 11 Este 8 - 7                   | Jūryō 10 Oeste 10 - 5                | Jūryō 2 Este 5 - 10                  | Jūryō 9 Oeste 8 - 7                     | Jūryō 7 Este 10 - 5                      | Jūryō 1 Este 9 - 6                           | 50 - 40                          |
| 1978           | Maegashira 12 Este 8 - 7              | Maegashira 8 Este 8 - 7              | Maegashira 5 Este 9 - 6              | Komusubi 1 Oeste 5 - 10                 | Maegashira 4 Este 4 - 11                 | Maegashira 10 Oeste 9 - 6                    | 43 - 47                          |
| 1979           | Maegashira 4 Este 5 - 10              | Maegashira 8 Oeste 2 - 6 - 7         | Jūryō 2 Oeste 9 - 4 - 2              | Maegashira 14 Oeste 8 - 7               | Maegashira 10 Este 8 - 7                 | Maegashira 7 Este 7 - 8                      | 39 - 41                          |
| 1980           | Maegashira 8 Este 8 - 7               | Maegashira 3 Este 8 - 7              | Komusubi 1 Oeste 6 - 9               | Maegashira 2 Oeste 9 - 6                | Komusubi 1 Este 10 - 5                   | Sekiwake 1 Este 11 - 4                       | 62 - 28                          |
| 1981           | Sekiwake 1 Este 14 - 1                | Ōzeki 1 Este 11 - 4                  | Ōzeki 1 Este 13 - 2                  | Ōzeki 1 Este 14 - 1                     | Yokozuna 1 Oeste 1 - 2 - 12              | Yokozuna 2 Este 12 - 3                       | 65 - 13 - 12                     |
| 1982           | Yokozuna 1 Este 12 - 3                | Yokozuna 1 Oeste 13 - 2              | Yokozuna 1 Este 13 - 2               | Yokozuna 1 Este 13 - 2                  | Yokozuna 1 Este 10 - 5                   | Yokozuna 1 Este 14 - 1                       | 74 - 26                          |
| 1983           | Yokozuna 1 Este 12 - 3                | Yokozuna 1 Este 15 - 0               | Yokzuna 1 Este 0 - 0 - 15            | Yokozuna 1 Este 13 - 2                  | Yokozuna 1 Este 14 - 1                   | Yokozuna 1 Este 14 - 1                       | 68 - 7 - 15                      |
| 1984           | Yokozuna 1 Este 12 - 3                | Yokozuna 1 Oeste 4 - 4 -7            | Yokozuna 2 Este 11 - 4               | Yokozuna 2 Este 0 - 0 - 15              | Yokozuna 2 Este 10 - 5                   | Yokozuna 1 Este 14 - 1                       | 51 - 17 - 22                     |
| 1985           | Yokozuna 1 Este 15 - 0                | Yokozuna 1 Este 11 - 4               | Yokozuna 1 Este 14 - 1               | Yokozuna 1 Este 11 - 4                  | Yokozuna 1 Este 15 - 0                   | Yokozuna 1 Este 14 - 1                       | 80 - 10                          |
| 1986           | Yokozuna 1 Este 13 - 2                | Yokozuna 1 Este 1 - 2 - 12           | Yokozuna 1 Este 13 - 2               | Yokozuna 1 Este 14 - 1                  | Yokozuna 1 Este 14 - 1                   | Yokozuna 1 Este 13 - 2                       | 68 - 10 - 12                     |
| 1987           | Yokozuna 1 Este 12 - 3                | Yokozuna 1 Este 11 - 4               | Yokozuna 1 Este 10 - 5               | Yokozuna 1 Este 14 - 1                  | Yokozuna 1 Este 9 - 2 - 4                | Yokozuna 1 Este 15 - 0                       | 71 - 15 - 4                      |
| 1988           | Yokozuna 1 Este 12 - 3                | Yokozuna 1 Este 0 - 0 - 15           | Yokozuna 2 Este 14 - 1               | Yokozuna 1 Este 15 - 0                  | Yokozuna 1 Este 15 - 0                   | Yokozuna 1 Este 14 - 1                       | 70 - 5 - 15                      |
| 1989           | Yokozuna 1 Este 11 - 4                | Yokozuna 1 Oeste 14 - 1              | Yokozuna 1 Este 0 - 0 - 15           | Yokozuna 2 Este 12 - 3                  | Yokozuna 1 Oeste 15 - 0                  | Yokozuna 1 Este 13 - 2                       | 65 - 10 - 15                     |
| 1990           | Yokozuna 1 Este 14 - 1                | Yokozuna 1 Este 10 - 5               | Yokozuna 1 Oeste 13 - 2              | Yokozuna 1 Este 12 - 3                  | Yokozuna 1 Este 0 - 0 - 15               | Yokozuna 2 Este 13 - 2                       | 62 - 13 - 15                     |
| 1991           | Yokozuna 1 Este 2 - 1 - 12            | Yokozuna 2 Oeste 0 - 0 - 15          | Yokozuna 2 Oeste 1 - 3 - 11          | ─                                       | ─                                        | ─                                            | 3 - 4 - 38                       |